# Vestre Magsdys
Der Vestre Magsdys war eine megalithische Grabanlage der jungsteinzeitlichen Nordgruppe der Trichterbecherkultur im Kirchspiel Ferslev in der dänischen Kommune Frederikssund. Er wurde im späten 19. oder frühen 20. Jahrhundert zerstört.

## Lage
Das Grab liegt südöstlich von Baunehøj auf einem Feld. Nur wenige Meter südöstlich befand sich das zerstörte Großsteingrab Østre Magsdys. In der näheren Umgebung gibt bzw. gab es zahlreiche weitere megalithische Grabanlagen.

## Forschungsgeschichte
Im Jahr 1873 führten Mitarbeiter des Dänischen Nationalmuseums eine Dokumentation der Fundstelle durch. Bei einer weiteren Dokumentation im Jahr 1942 waren keine baulichen Überreste mehr auszumachen. 

## Beschreibung
Die Anlage besaß eine ostsüdost-westnorwestlich orientierte rechteckige Hügelschüttung mit einer Länge von etwa 18 m und einer Breite von etwa 7 m. Von der Umfassung waren 1873 noch fünf Steine erhalten: drei an der nordnordöstlichen Langseite und zwei an der ostsüdöstlichen Schmalseite. Die Steine steckten tief in der Erde. Etwa 10 m vom ostsüdöstlichen Ende entfernt befanden sich die Reste der bereits gestörten Grabkammer. Es war noch ein Deckstein vorhanden, der zwischen die Wandsteine gesunken war und diese dadurch nach außen gedrückt hatte. Die Kammer scheint quer zum Hügel orientiert gewesen zu sein und war wohl recht klein. Möglicherweise handelte es sich um einen Urdolmen, da aber zu Form und Maßen der Kammer nur ungenaue Angaben vorliegen und die Zahl der Wandsteine nicht überliefert ist, lässt sich der genaue Grabtyp letztlich nicht sicher bestimmen.